# Her Debt of Honor
Her Debt of Honor er en amerikansk stumfilm fra 1916.

## Medvirkende
- Valli Valli som Marian Delmar.
- William B. Davidson som John Hartfield.
- William Nigh som Olin Varcoe.